# Ocupació militar

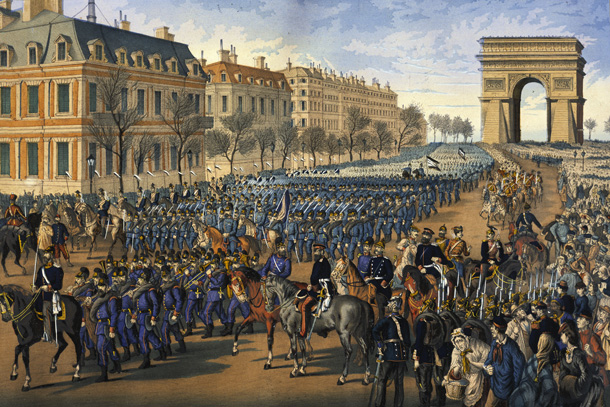
Tropes alemanyes marxen per l'Avinguda dels Camps Elisis de París després de vèncer la guerra francoprussiana.

L'ocupació militar bel·ligerant, és el control i autoritat d'un exèrcit hostil o invasor sobre un territori. Històricament, hi ha hagut diverses lleies de guerra quant a l'ocupació militar que donaven algun tipus de protecció a la població del territori ocupat per una potència bel·ligerant. Aquestes foren clarificades i suplementades en la Convenció de la Haia de 1907. Específicament, les "Lleis i Costums de la Guerra Terrestre", del 18 d'octubre, 1907: Secció III Autoritat Militar de l'Estat hostil sobre el territori. Els primers dos articles d'aquella secció estableixen:
Art. 42
El territori és considerat ocupat quan està realment sota l'autoritat d'un exèrcit hostil.
L'ocupació s'estén només al territori on dita autoritat s'ha establert i pot exercir-se.
Art. 43
En haver passat de fet l'autoritat de la potència legitima a les mans de l'ocupant, aquest últim prendrà totes les mesures dins la seva capacitat per a restaurar i assegurar, fins on sigui possible, l'odre públic i la seguretat, i alhora respectant, llevat que sigui absolutament impossible, les lleis en vigor al país.
El 1949, aquestes lleis sobre l'ocupació militar del territori d'un Estat enemic foren amplades amb l'adopció de la Quarta Convenció de Ginebra (GCIV). La major part de la GCIV està relacionada amb la protecció de les persones dels territoris ocupats i la Tercera Secció tracta específicament del tema.
L'article sisè restringeix la durada de temps de la GCIV:
La present Convenció s'imposarà des del començament de qualsevol conflicte o ocupació mencionada a l'article segon.
Al territori dels Partits del conflicte, l'aplicació de la present Convenció cessarà un any després de la fi de les operacions militar; tanmateix, la Potència Ocupant serà subjecta, per la durada de l'ocupació, mentre que dita Potència exerceixi les funcions de govern a dit territori, a les provisions dels següents articles de la present Convenció: 1 al 12, 27, 29 al 34, 47, 49. 51, 52, 52, 59, 61 al 77, 143.
La GCIV emfatitza un canvi important en les lleis internacionals. La Carta de les Nacions Unides (26 de juny, 1945), havia prohibit la guerra d'agressió, i l'article 47 de la GCIV, al primer paràgraf de la Tercera Secció (Territoris Ocupats) restringia els guanys territorials que podien fer-se mitjançant una guerra, declarant:
Les persones protegides que siguin als territoris ocupats mai seran privades, en cap cas i de cap manera, dels beneficis de la present Convenció, per cap canvi que sigui introduït, com a resultat de l'ocupació militar d'un territori, sobre les institucions o el govern de dit territori, ni mitjançant cap tractat acordat entre les autoritats dels territoris ocupats i la Potència Ocupant, ni mitjançant cap annexió per part d'aquesta última del tot o d'una part del territori ocupat.
L'article 49 prohibeix el moviment forçat massiu de persones fora o cap a un territori ocupat:
Les transferències individuals o massives forçades, a més de les deportacions de persones protegides dels territoris ocupats a la Potència Ocupant o d'aquesta a qualsevol altre país, ocupat o no, estan prohibides, sense importar-ne el motiu ... La Potència Ocupant no deportarà ni transferirà part de la seva població civil al territori que ocupa.
El Protocol I (1977) addicional a les Convencions de Ginebra i relacionat amb la protecció de les víctimes dels conflictes internacionals armats, conté articles addicionals quant a l'ocupació militar, però molts països, entre els quals, els Estats Units, no en són signataris.